# Spawn (personaggio)
Spawn è un personaggio dei fumetti statunitensi creato da Todd McFarlane nel 1992, inizialmente disegnatore e autore delle storie. Il personaggio è protagonista di una delle prime e più longeve serie della casa editrice Image Comics ma in realtà è collegato con l'universo WildStorm, di cui McFarlane è uno dei fondatori e attuale Presidente. McFarlane, sotto l'egida della Image, ha fondato l'etichetta Todd McFarlane Productions per la quale realizza e supervisiona le opere di cui detiene il controllo dei diritti tra le quali Spawn e gli spin-off derivati dalla serie principale. Il primo numero di Spawn vende oltre 1 milione e ottocentomila copie diventando il fumetto indipendente più venduto di tutti i tempi.
Il personaggio è una creatura infernale, o HellSpawn, creata da Malebolgia, Re dell'ottavo girone degli Inferi. Il nome Malebolgia si ispira al nome con cui Dante Alighieri nomina l'ottavo girone dell'Inferno nella Divina Commedia, ovvero Malebolge, dove si puniscono le anime dei fraudolenti. La genesi che ci viene presentata all'inizio del fumetto avviene attraverso un patto che l'anima dannata dell'agente della CIA Al Simmons è disposta a stipulare col Diavolo pur di tornare sulla Terra per rivedere la moglie. Nel corso dei secoli vi sono però state altre anime a reincarnarsi come progenie infernale denominate Hellspawn.
Al personaggio è ispirato un omonimo film del 1997. Il sito web IGN ha inserito Spawn alla 36ª posizione nella classifica dei cento maggiori eroi della storia dei fumetti, dopo il Giudice Dredd (2000ad) e prima di Eric Draven.

## Storia editoriale

### Genesi del personaggio
L'idea del personaggio risale a quando l'autore era ancora adolescente e realizzava i primi schizzi di prova del personaggio con un'uniforme bianca, rossa e blu. Il contesto nel quale aveva inserito il personaggio - protagonista della battaglia tra il male e il bene - inizialmente era all'interno di una generica ambientazione fantascientifica non ben definita.
Dopo aver debuttato nel 1984 disegnando alcuni albi della Epic Comics (etichetta della Marvel), McFarlane ha la possibilità di farsi notare alla DC Comics, dove arriva a disegnare il personaggio di Batman. Qui comincia a sviluppare il suo stile carico di dettagli, ipermuscolare (ma meno di colleghi quali Rob Liefeld e Jim Lee), e propenso ad avvolgere i suoi personaggi con toni cupi e oscuri. Tutti questi elementi saranno poi fondamentali per delineare il suo personaggio. Il grande successo non arriva però alla DC ma alla Marvel, dove ha la possibilità di disegnare un ciclo memorabile di Hulk (scritto da Peter David) e soprattutto di prendere le redini artistiche dell'Uomo Ragno, prima sulla storica The Amazing Spider-Man e poi lanciando una nuova serie regolare dal titolo Spider-Man nel 1990. Qui ha la possibilità di scriverne anche le storie, esperienza fondamentale che gli permette di mettersi alla prova come autore completo. La serie ha un enorme successo, i primi numeri vendono milioni di copie e rendono McFarlane una star del fumetto, con un folto seguito di appassionati. Dei dissapori con l'editor della Marvel Tom DeFalco riguardo alla gestione delle royalties e alla libertà creativa sono la scusa per prendersi un anno sabbatico nel quale arriva a delineare la versione definitiva di Spawn. L'insofferenza verso le politiche della Marvel e della DC sono condivise da altri artisti quali Rob Liefeld e Marc Silvestri, divenuti molto popolari grazie ai loro lavori sulle serie degli X-Men. A questo si aggiunge un mercato in forte crescita e l'aumentata visibilità commerciale degli editori indipendenti grazie al diffondersi delle fumetterie. McFarlane viene subito convinto da Liefeld a cercare di lanciare una nuova linea di supereroi al di fuori del duopolio Marvel/DC. Questi autori sono infatti così popolari che sono convinti di poter attirare l'interesse dei lettori anche proponendo nuovi personaggi al di fuori dell'universo DC o Marvel. Questa è l'occasione per Todd di lanciare la serie su Spawn su cui ha pieno controllo creativo, dove le storie del personaggio vogliono essere un riflesso di quanto Todd e gli altri fondatori della Image stanno affrontando nella loro esperienza lavorativa. Si tratta di una ribellione verso l'establishment dell'industria fumettistica e difatti Spawn si ritrova a fronteggiare le due più grandi "corporazioni" che possano esistere, ovvero l'Inferno e il Paradiso, in perenne lotta per possedere le anime degli uomini. Spawn, pur essendo una progenie degli Inferi non si schiera ma sceglie di emarginarsi, scegliendo di vivere con i senzatetto e rifiutandosi di omologarsi alle regole dell'eterna battaglia tra Bene e Male. Siamo quindi di fronte ad un anti-eroe che sceglie di vivere nell'oscurità e ai margini della società, un'anima perduta estranea al dualismo etico che divide i buoni dai cattivi, e il conseguente codice morale che ne deriva. In questo McFarlane è chiaro: «se Spawn fosse Batman, il Joker sarebbe già morto». Questo vuole riflettere quello che accadrebbe nel mondo reale a persone che trovandosi ad avere dei superpoteri sono comunque fallaci. McFarlane è infatti più interessato a personaggi che convivono con le loro manchevolezze e che possono prendere decisioni sbagliate o, comunque, non moralmente accettabili. Spawn inoltre è un essere senza più identità: se si toglie la maschera, il viso non è quello di Al Simmons ma assomiglia a quello di un cadavere. Anche in questo caso non si vuole ripetere il tema (duale) della doppia identità, dove per decenni si assiste agli innumerevoli tentativi di supereroi come Superman di nascondere il proprio alter ego, in questo caso Clark Kent. Il personaggio comincia ad assumere caratteri meglio definiti, con un costume con elementi neri ma mantenendo il bianco e il rosso ritenuti dall'autore una combinazione di colori che aiuta la commercializzazione di un prodotto (a riprova di ciò cita il successo ottenuto dalla Coca-Cola, attraverso la grafica d'impatto ottenuta con l'accostamento bianco-rosso).

### Accoglienza
Il primo numero della serie Spawn debutta nel maggio del 1992 e diviene l'albo indipendente più venduto della storia dei comic statunitensi. Ne vengono stampate 1.700.000 (un milione e settecentomila) copie, alcune fonti riportano 1.800.000. McFarlane batte così il record precedente, stabilito da Youngblood n. 1 di Rob Liefeld, uscito il 16 aprile dello stesso anno. Si trattava del primo albo della Image e con le sue 930.000 copie aveva stabilito il record di albo più venduto della storia a non essere pubblicato dalla Marvel o dalla DC. Quando infatti si parla di fumetto indipendente o indie comic ci si riferisce principalmente ad un'opera non pubblicata dalle Big-Two, ovvero Marvel e DC. Bisogna considerare che al tempo dell'uscita della serie di Spawn così come di quelle di Liefeld, la Image veniva distribuita tramite la Malibu Comics editore indipendente già esistente e che è servito da appoggio logistico e amministrativo. Quest'ultima è stata però abbandonata l'anno successivo dai partner fondatori della Image per poter aver pieno controllo sull'aspetto manageriale e aver ancora più guadagni. Spawn n. 1 non è l'albo di McFarlane ad aver venduto più copie in quanto il n. 1 della nuova serie su Spider-Man (del 1990), di cui era autore di testi e disegni, aveva venduto il doppio. Il guadagno è stato però maggiore con Spawn in quanto è un personaggio di cui detiene pienamente i diritti, le uniche spese detratte dal venduto sono quelle dovute alla Image per la stampa, pubblicità e distribuzione dell'albo. Nel corso degli anni novanta Spawn rimane costantemente nelle prime 10 posizioni delle serie più vendute e si dimostra la più consistente (tra quelle Image) in termini di successo e regolarità nella distribuzione.
Alla fine degli anni novanta Spawn, nell'edizione pubblicata da Cult Comics (etichetta della Marvel Italia), è il fumetto di supereroi più venduto in Italia.

## Biografia del personaggio

### Premessa
Le antiche profezie prevedono che vi sarà uno scontro inevitabile tra due regni oltre la nostra dimensione a cui l'uomo ha dato il nome di Inferno e Paradiso. La guerra finale, conosciuta anche come Armageddon verrà combattuta sulla Terra, luogo dove i due schieramenti si trovano da tempo contrapposti per il controllo delle anime degli esseri umani. Le armate degli inferi saranno guidata da generali chiamati Hellspawn e quelle del Paradiso saranno guidate dagli Angeli. Gli Hellspawn vengono reclutati per conto di Malebolgia e devono essere formati da un'anima dannata di un umano indissolubilmente legata a un costume senziente dotato di incredibili poteri. Il connubio deve però avvenire attraverso un patto tra Malebolgia e colui che, dopo la morte, è destinato alla dimensione infernale. La serie di Spawn ci presenta inizialmente la storia di una di queste reincarnazioni infernali nella quale il protagonista è Al Simmons, ma nel corso del tempo ci vengono presentate altre versioni di Hellspawn. Dopo l'apparente suicidio di Spawn/Simmons, la serie principale si concentra su Jim Downing, uomo dall'enigmatico passato che si risveglia da uno stato di coma con i poteri e il costume di Spawn.

### Al Simmons
Al Simmons è un agente della CIA, reclutato da un uomo senza scrupoli di nome Jason Wynn il quale lo usa per compiere alcune delle missioni più pericolose e spietate dell'agenzia. Temendo che possa rivelare notizie segrete e smascherare i suoi giochi di potere, ne ordina l'eliminazione. Durante una missione viene ucciso a tradimento da due suoi compagni: Chapel e Priest. Simmons, in seguito ai crimini commessi al servizio della CIA, si ritrova all'Inferno dove un demone malvagio di nome Malebolgia gli propone un patto: «Rivedrai tua moglie Wanda, in cambio comanderai il mio esercito nell'Armageddon, conducendolo sino ai cancelli del Paradiso». Malebolgia conosce da tempo il potenziale di Simmons e manipola la sua linea di sangue da secoli, in Al vede l'opportunità di creare colui che potrà decidere le sorti dell'Armageddon. Simmons ingenuamente accetta il patto e ritorna sulla Terra ma con un viso trasfigurato, corpo deforme formato da una massa ectoplasmatica, e un costume senziente dai poteri difficilmente decifrabili. Inoltre sono passati cinque anni dalla sua morte e Wanda si è risposata con il suo miglior amico Terry Fitzgerald, e da questi ha avuto una figlia, Cyan, che lui non è stato capace di darle. Il tempo sul nostro piano di esistenza sembra però essere limitato, vi è infatti un "orologio del potere" che rappresenta un countdown per Simmons, azzeratosi il suo addestramento sulla Terra termina e viene riportato al girone infernale di Malebolgia. Spawn non accetta queste condizioni e si ritira a vivere ai margini della società, in un vicolo della Bowery di New York, frequentato dai senzatetto e da reietti esclusi dalla possibilità di vivere il "Sogno Americano". Il soprannome dato a questo luogo è "Città dei topi". Simmons vorrebbe indietro la sua vita ma si ritrova braccato dalle forze infernali per non voler seguire i dettami di Malebolgia. Questi decide di tormentarlo attraverso il sadico demone Violator, che si cela dietro l'aspetto di un inquietante pagliaccio dalle fattezze umane che si fa chiamare solo Clown; il suo compito è quello di tormentare Spawn e di accendere il suo lato demoniaco. Violator però detesta il prescelto di Malebolgia e vorrebbe ucciderlo. La presenza sulla terra di un Hellspawn risveglia inoltre la preoccupazione del Paradiso e del suo sommo leader, chiamato in vari modi dall'uomo tra i quali Dio. Questi gli scaglia contro i suoi guerrieri più feroci ovvero gli Angeli (procaci donne guerriere) tra cui si distingue la letale Angela. Oltre alle combattenti celesti, lo affrontano varie entità tra le quali l'Anti-Spawn e il Redentore. Come se non bastasse Simmons si ritrova coinvolto anche nelle macchinazioni degli esseri umani quali complotti della CIA (in cui rientra ancora Jason Wynn) e le guerre della stessa Mafia che gli darà la caccia anche perché disturbata dalla sua attività di protettore di diseredati.

### Jim Downing
Dopo la sconfitta del demone Mammon, Simmons si toglie la vita per porre fine alla sua maledizione e contemporaneamente si sveglia, su un letto d'ospedale, il paziente 47, Jim Downing. Jim non ricorda nulla del suo passato e tanto meno chi è. A seguito di un incendio Jim, viene trasferito prima in un altro ospedale e poi finisce a casa di Sara, l'infermiera che si occupava di lui. Nella notte Jim si trasforma in Spawn e, incappato in una guerra tra bande, uccide tutti. Nel cercare di ricordare il suo passato, incontra Wanda Blake, l'ex moglie di Al, che riconosce nei suoi occhi il luccichio verde caratteristico degli occhi di Spawn e su suggerimento di lei si reca nel vicolo dove sorge il trono abbandonato di Al dove incontra un angelo che afferma di sapere qualcosa del suo passato. Jim, trasformato in Spawn, combatte con lui ma in seguito si reca da Sara che è stata minacciata dalla mafia. Intanto il Clown, alla ricerca del nuovo Spawn, trova l'angelo e gli strappa le ali facendolo sprofondare nella pazzia e non più in grado di aiutare Jim a ricordare. Approfittando dell'amnesia di Jim, il Clown ingannandolo si allea con lui. Jim sopravvive all'esplosione della casa di Sara e stermina tutta l'organizzazione mafiosa che aveva cercato di ucciderlo. Dopo uno scontro solleva le macerie di un intero palazzo a mani nude e finisce sotto l'attenzione dei mass media. Successivamente Spawn si scontra con Freak che afferma di essere Malebolgia reincarnato e lo dimostra richiamando uno Spawn di livello Omega che sconfigge sia Jim che il Clown ma viene infine battuto e assorbito dal costume di Jim. Mentre diventa una star apparendo in programmi televisivi, Jim dovrà vedersela con degli ibridi vampiri/demoni, mandati da Bludd, il capo dei vampiri, per testare le capacità di questo Spawn. Nonostante un iniziale svantaggio, Spawn riuscirà infine a sconfiggerli, intrappolandoli nell'oscurità. Dopo lo scontro, Jim incontra poi Twitch, che, ignaro della morte di Al, era venuto per chiedere un favore a quest'ultimo. Spawn e Twitch si chiariscono e il detective racconta a Jim di Al e delle sue vicende. Jim intanto, in cambio delle risposte fornite da Twitch, accetta di curare col suo tocco il detective Sam Burke finito precedentemente in ospedale a causa di Violator. Spawn non riesce a guarirlo e, scoperto che il Violator e il Clown sono la stessa persona, ingaggia uno scontro con lui. Il combattimento viene interrotto quando il Clown chiede a Jim il suo aiuto per fermare Malebolgia e impedire che inizi l'apocalisse. Spawn accetta. Freak nel frattempo stava cercando di tornare a essere Malebolgia, ma gli manca un elemento che il Clown ha nascosto nel corpo di Sam. Nel cercarlo Freak/Malebolgia si scontra nuovamente con Spawn che intanto ha recuperato finalmente la memoria. Si scopre infatti che era lui stesso a capo del progetto che creava i pazienti usati come cavie per potenziarli e usarli come armi. Lo stesso Jim divenne un paziente (il n. 47) ma nel farlo entrò in coma. La sua anima inizialmente diventata un angelo finì all'inferno e diventò un Hellspawn. Tornando al presente, Jim usando i suoi poteri combinati di angelo e di Hellspawn sconfigge Malebolgia definitivamente e il costume, preso il controllo sul suo ospite, uccide l'avversario e assorbe il suo potere.

## Poteri e abilità
Il corpo è composto di una sostanza chiamata "necroplasma", che si rigenera da sola ed è la sua fonte di energia. La sua armatura, che è senziente e che può proteggerlo anche se privo di sensi, gli conferisce facoltà fisiche superumane e la capacità di teletrasportarsi mentre la forza fisica è tale da permettergli di alzare un intero edificio. Spawn può far uso anche delle abilità che ha acquisito durante il suo addestramento militare nel combattimento corpo a corpo e nell'uso delle armi da fuoco di ogni genere ed esplosivi.
L'armatura è dotata di varie armi naturali incorporate nella sua stessa struttura, come ad esempio delle catene estensibili le quali possono modificare la loro forma per creare lame e punte. L'armatura può permettergli anche di mutare forma in creature mostruose.
Inoltre dispone di un mantello che gli consente di volare, mimetizzarsi e assumere svariate forme e consistenze. Infine è in grado di emettere e controllare il fuoco demoniaco e i raggi d'energia e può manipolare e assorbire qualunque fonte d'energia.

## Incarnazioni di Spawn

### Hellspawn
Gli Hellspawn sono presenti sin dall'alba dell'umanità e sono una parte fondamentale della mitologia di Spawn. Infatti Al Simmons non è stato il primo essere umano la cui anima è stata reclutata per conto di Malebolgia, spesso il compito di reclutatore è toccato al demone Mammon. Nell'eterno scontro tra Inferno e Paradiso molte sono state le pedine usate dagli inferi per assicurarsi un vantaggio sulla dimensione degli uomini. Qui sono elencati gli Hellspawn in ordine di apparizione cronologica secondo la data di pubblicazione della serie Spawn e i vari spin-off:
- Al Simmons / Spawn (Spawn n. 1, 1992): creato da McFarlane, è il protagonista di gran parte della serie regolare. Agente della CIA e spietato sicario, usato per operazioni non ufficiali in nazioni straniere[13]. Viene fatto uccidere dai suoi superiori e si ritrova a stringere un patto con Malebolgia per tornare sulla terra come Hellspawn, nella speranza di rivedere la moglie[13]. Viene però ingannato, non ha più le sembianze di prima e si ritrova in una guerra che non vuole combattere. Risulterà difficilmente controllabile e riluttante a seguire gli ordini dei suoi padroni infernali[13].
- Caino / Cogliostro / Sinn (Spawn n. 9, 1993): altro fondamentale personaggio creato con il contributo di Neil Gaiman[13]. Si tratta di un senzatetto che sembra conoscere a fondo le caratteristiche degli Hellspawn e le guerre di potere che si trovano a combattere, per questo diventa de facto il mentore di Spawn/Al Simmons[13]. Cogliostro si rivela essere il biblico Caino, dannato all'Inferno per aver ucciso il fratello Abele[13]. Diviene quindi il primo Hellspawn ma nel corso dei millenni riesce a disfarsi del costume di necroplasma infernale, sia arma che prigione per ogni Spawn[13]. Lo scopo di Cogliostro è sempre stato quello di indurre alla ribellione gli Hellspawn venuti dopo di lui. In segreto nutre la speranza di sconfiggere i signori infernali e reclamare per se stesso il trono dell'Inferno[13].
- Sir John of York / Medieval Spawn (Spawn n. 9, 1993): creato da Neil Gaiman e Todd Mc Farlane[13]. Sir John è un cavaliere al servizio di King Louis II. Accidentalmente uccide un arcivescovo e viene bandito dal Re[13]. Sir John si reca comunque da lui in cerca di perdono ma viene massacrato dalle guardie reali[13]. In seguito alle atrocità compiute durante le battaglie sanguinose a cui ha partecipato in vita, si ritrova all'Inferno. Anche lui stringe un patto col diavolo per tornare sulla terra nel vano tentativo di redimersi proteggendo gli abitanti delle sue terre[13]. Attraverso una crepa nello spazio-tempo si ritrova a combattere con Witchblade all'interno del Top Cow Universe di Marc Silvestri[13]. Tornato nel suo tempo, e dopo aver affrontato Violator, cade in una trappola di Angela, un angelo cacciatrice di demoni e Hellspawn[13].
- Norse Spawn (Spawn Fan Edition n. 1, agosto 1996): creato da Beau Smith e Brad Gorby[13]. Nordik è un vichingo violento e sanguinario che provoca morte e sofferenza dovunque si reca a saccheggiare[13]. Viene però fermato e ucciso dall'irlandese McFallon, celebre per essere uno sterminatore di draghi[13]. Nordik viene dannato all'Inferno ma qui Malebolgia, in cambio della sua anima, lo rimanda sul piano mortale per potersi vendicare. Rinato 5 anni dopo come Norse Spawn, si reca al villaggio di McFallon e lo crocifigge facendolo assistere al massacro delle persone a lui care[13]. Di fronte a tale crudeltà, le gerarchie del Paradiso inviano l'angelo Mercy che quasi lo sconfigge se non fosse per l'intervento di Malebolgia che lo riporta agli inferi[13].
- Daniel Llanso (Curse of the Spawn n. 1, settembre 1996): creato da Alan McElroy e Dwayne Turner[13]. Siamo in un distante futuro e Daniel abita su una colonia lunare[13]. Per proteggere la madre e la sorella da un padre violento arriva ad ucciderlo. Questo lo porta in riformatorio ma una volta uscito è ancora coinvolto in dei crimini che lo condannano al carcere[13]. Dopo essere riuscito ad uscirne ruba una nave e si dirige sulla Terra. Un incidente mentre raggiunge il pianeta è la scintilla che scatena una serie di catastrofici avvenimenti e la sua stessa morte[13]. All'Inferno stringe un patto con il potente demone Phlegethonyarre e torna come nuovo Spawn ma la Terra è un campo di battaglia devastato dallo scontro tra ciò che resta dell'umanità e le forze infernali[13]. Inizialmente si schiera con i demoni ma l'incontro con una madre che protegge la figlia gli ricorda le persone che lui ha amato e difeso. Decide di ergersi a protettore dell'umanità contro l'esercito dell'Inferno[13].
- Raenius (Curse of the Spawn n. 20, maggio 1998): creato da Alan McElroy e Dwayne Turner[13]. Nell'Antica Grecia il Dio Kronos viene usurpato dal suo trono dal figlio Zeus. Nasce però una profezia secondo la quale un figlio di Kronos vendicherà il padre portando alla caduta dei nuovi Dei dominati da Zeus[13]. Questo porta il Signore dell'Olimpo a cercare e uccidere chiunque possa compiere ciò che è stato predetto. Arriva a scoprire che una mortale di nome Ariena ha presumibilmente avuto un figlio da Kronos e porta il nome di Raenius[13]. Questi viene ucciso e mandato all'Inferno ma qui stringe un patto con Malebolgia per diventare un Hellspawn[13]. Tornato sulla terra si innamora con Medusa, trasformata da Atena in un mostro con dei serpenti al posto dei capelli. I due si alleano per vendicarsi degli dei[13].
- Ken Kurosawa (Shadows of the Spawn vol. 1, 1998): creato da Juzo Tokoro in un manga per il mercato giapponese[13]. Ken è un criminale di basso profilo che lavora per le gang di Los Angeles cercando di procurarsi i soldi per pagare le cure mediche necessarie alla sorella malata Mariko[13]. Muore a causa di un'autobomba e viene mandato all'Inferno. Qui stringe un patto con Malebolgia che lo rimanda sulla Terra come Hellspawn[13]. La storia è in continuity con quella della serie pubblicata negli USA dalla Image. Infatti il ritorno di Ken coincide con la resurrezione come Spawn di Al Simmons[13]. Per il primo sono però passati 7 anni dal decesso e la sorella che nel frattempo è guarita ed è una stella nascente di Hollywood[13]. Ken si rifugia in una chiesa e ha come mentori il demone Beelzebub e Cheveyo una versione distorta di Hellspawn conosciuto anche come Zombie Spawn. Quest'ultimo vede nel nuovo Spawn un possibile alleato contro le forze infernali contro cui si ribella da cinque secoli[13].
- Lord Ian Covenant (Spawn: The Dark Ages n. 1, 1999): creato da Brian Holguin e Liam Sharp[13]. Signore feudale del villaggio di Rhyll, decide di partecipare alle crociate durante il dodicesimo secolo. Qui trova però la morte per mano dei musulmani e la sua anima finisce all'Inferno in seguito ai crimini di guerra da lui compiuti in Terra santa[13]. Grazie a Malebolgia ritorna come Hellspawn e trova le sue terre dominate con brutalità dal cognato: il Barone Rivalen. Dopo averle liberate comincia a vagabondare cercando di trovare un significato alla sua nuova esistenza come soldato infernale sulla Terra[13].
- Lord Isanagi Nakadai (Spawn n. 114, gennaio 2002): creato da Brian Holguin, Todd McFarlane, Angel Medina[13]. Isanagi è un samurai del Giappone dell'era feudale. In seguito alla perdita della moglie e del figlio per malattia, sceglie di perseguire la strada di ronin divenendo poi un Hellspawn[13]. Nel presente la sua anima tormentata non trova pace in quanto vorrebbe porre fine alla sua permanenza sulla terra in maniera onorevole. Spawn lo affronta e lo sconfigge, permettendogli di riposare in pace[13].
- Harun-Al-Majnun (Spawn n. 118, giugno 2002): creato da Brian Holguin, Todd McFarlane, Angel Medina[13]. Quando Al Simmons/Spawn torna all'Inferno dopo la morte di Malebolgia, vi è una guerra interna per il potere. Qui ha visioni che gli mostrano diverse incarnazioni di Spawn tra cui quella in cui risiede l'anima di Harun-Al-Majnun che ha dovuto assistere alla distruzione della sua città in Medio Oriente da parte di un'orda demoniaca[13].
- Ulrich Ulfson (Spawn n. 118, giugno 2002): creato da Brian Holguin, Todd McFarlane, Angel Mediana[13]. Durante le stesse visioni che gli mostrano Harun-Al-Majunn, Al Simmons assiste agli ultimi attimi di vita mortale del vichingo Ulrich. Muore nel Nord Atlantico affondando su una nave dove si trova anche la moglie incinta[13]. Precedentemente era stato già presentato un vichingo divenuto Hellspawn, si trattava di Nordik.
- Morana Spawn (Spawn n. 162, dicembre 2006): creato da David Hine, Philip Tan, Brian Haberlin[13]. Il demone Mammon ha manipolato la linea di sangue dei Simmons per secoli, questo per il potenziale intrinseco nel loro genoma e relativa parte animica[13]. Quando Al e Wanda persero la figlia per un parto prematuro, Mammon ne rubò il corpo per farlo crescere negli inferi e permettergli di legarsi ad un simbionte necroplasmatico, la sostanza infernale di cui è fatto il costume di Spawn[13]. Divenuta un Hellspawn, Morana affronta il padre per rimpiazzarlo ma viene sconfitta solo grazie all'intervento della Legion of Lost Souls, Cyan Fitzgerald e la maga Nyx[13].
- Mandarin Spawn (Spawn n. 165, febbraio 2007): creato da David Hine e Lan Medina. Nell'antica Cina un governatore chiamato Zheng Li pretende continui tributi dai villaggi su cui ha potere[13]. Un villaggio, in mancanza di altro, gli propone un uomo alto, robusto e muto dal nome Chenglei. Ha la caratteristica di non sentire dolore e quindi il governatore lo può sottoporre a diverse torture[13]. Alla fine trova la morte e il demone Mammon gli offre di ritornare sulla Terra come Hellspawn per vendicarsi. Chenglei accetta e si vendica si Zheng Li[13].
- Gunslinger Spawn (Spawn n. 174, gennaio 2008): creato da David Hine e Brian Haberlin. Nel 1881 in una cittadina mineraria del Vecchio West viene presa di mira dal ricco impresario Ed Kemper[13]. Per mantenere il potere sui minatori e gli abitanti usa un esercito di spietati mercenari. Il reverendo Jeremy Winston cerca di opporsi ma viene catturato e condannato all'impiccagione. Mammon visita Winston il giorno prima dell'esecuzione e gli propone la possibilità di tornare a vendicarsi dopo essere stato giustiziato[13]. Winston accetta e ritorna come Hellspawn spietato e vendicativo che non uccide solo Kemper ma gli abitanti dell'intera cittadina, risparmia solo un tizio dal nome Francis Charles Parker, antenato di Al Simmons. Questo dimostra che le gerarchie infernali sono interessati alla linea di sangue di Simmons da diverse generazioni[13].
- War Spawn (Spawn n. 179, giugno 2008): creato da David Hine e Mike Mayhew. Michael è un figlio illegittimo dell'aristocratico inglese Thomas Coram che lo ha avuto da una relazione con una cameriera di famiglia[13]. Thomas fa parte dell'esercito e Michael decide di seguire le orme del padre arruolandosi. Di conseguenza si ritrova a combattere sul fronte occidentale della Grande Guerra. Quando viene ucciso in combattimento il padre Thomas riceve una proposta dal demone Mammon[13]. Gli offre di resuscitare Michael se lui diventerà un Hellspawn al servizio dell'esercito infernale. Thomas accetta e si trasforma in uno Spawn che utilizza un costume e delle armi che ricordano i campi di battaglia del prima metà del ventesimo secolo[13].
- Jim Downing (Spawn n. 185, ottobre 2008): creato da Todd McFarlane e Brian Holguin. Jim si trova in coma sul letto dell'ospedale St. Anthony Convalescent[13]. Nel momento in cui lo Spawn/Al Simmons si suicida, Jim si risveglia miracolosamente non avendo nessuna memoria del suo passato. Non esiste una documentazione sulla sua identità. Attaccato da misteriosi assassini dai superpoteri, scopre di poter evocare il costume di Spawn che era di Al Simmons e che ora alberga nel suo corpo[13]. Jim Downing diviene il nuovo personaggio protagonista della serie regolare Spawn prendendo il posto di "leading character" che era stato di Al Simmons dallo storico primo numero del 1992.
- Omega Spawn (Spawn n. 199, settembre 2010): creato da Todd McFarlane e Erik Larsen. Dopo che Al Simmons si è suicidato (in Spawn n. 185) la sua anima si frantuma e la parte più oscura della sua coscienza precipita all'Inferno dove si trasforma in una versione distorta di Spawn[13]. I suoi poteri sono amplificati dal lato malvagio di Simmons e gli permettono di creare un'armata in grado di devastare gli inferi. Ci si trova di fronte ad una seconda ed evoluta versione dell'Hellspawn/Al Simmons definita Omega Spawn[13].

### Versioni alternative
Durante la storia editoriale del personaggio vi sono state anche versioni alternative di Spawn, ovvero che non rientrano nella continuity del personaggio. Si tratta di un re-imagining della creatura di McFarlane che permette di inserirlo in contesti narrativi non canonici rispetto alla serie principale. Qui sono elencati in ordine di apparizione cronologica riferita alla data di pubblicazione:
- Stupid Spawn (Stupid n. 1, maggio 1993): si tratta di una parodia di Spawn ad opera di Doug Rice e Hilary Barta[9]. L'albo nasce come reazione alle numerose parodie o citazioni umoristiche verso i personaggi e le storie della neonata Image, spesso tese a sottolineare gli eccessi grafici (o di forma) e la mancanza di contenuti di cui una parte del mondo fumettistico accusava la casa editrice di McFarlane, Liefeld e soci[9]. Le due parodie più celebri tra il 1992 e il 1993 sono state WildB.R.A.T.s (acronimo di "Bad Redundant Art Teams") della Fantagraphics Books e Doom Force Special di Grant Morrison, la prima prende spunto dallo stile omologato e ripetitivo dei Wildstorm Studios di Jim Lee e la seconda ironizza sulle storie e l'artwork di Rob Liefeld[9]. McFarlane gioca d'anticipo e commissiona lui stesso una parodia del suo personaggio con l'albo Stupid[9].
- Zombie Spawn (Curse of the Spawn n. 22, luglio 1998): creato da Alan McElroy e Dwayne Turner[13]. Quando Marcus Hatchett cerca di suicidarsi, viene colpito da un fulmine che lo trasporta in una dimensione alternativa dove la Terra è popolata da zombie. Il capo assoluto di questa apocalisse è Zombie Spawn che siede su un trono alla cima della Statua della Libertà[13]. Il contagio è stato causato da lui stesso quando è precipitato sul pianeta all'interno di un asteroide[13]. Questo Zombie Spawn è una versione alternativa di quello presente nel manga Shadows of Spawn di Juzo Tokoro[13]. Quello di Tokoro è però in continuity con quanto narrato sulla serie regolare di Spawn[13].
- Godslayer Spawn (Spawn: Godslayer n. 0, settembre 2006): creato da Brian Holguin, Jay Anacleto, Philip Tan[13]. Nell'albo speciale n. 0 (del 2006) si introduce il Godslayer, un uccisore di Dei che vaga per una landa dalle ambientazioni fantasy, non appartenente al mondo dove convivono Spawn e altri personaggi dell'Image Universe[14]. Nel 2007 viene poi lanciata una miniserie che narra le origini di questo demoniaco guerriero[15]. La storia si svolge nel fantastico reame di Ur dove un principe guerriero perisce combattendo dei ribelli. Il suo nome è Bairn e volendo rivedere la sua amata Neva accetta il patto con un demone oscuro che gli propone di ritornare come Godslayer[13]. Deve però divenire un uccisore di Dei ed eliminare ogni divinità del regno da cui proviene[13]. Senza rendersene conto arriva però ad uccidere la stessa Neva che, invecchiata e irriconoscibile, è diventata il contenitore umano della dea Lyra. Bairn è afflitto per il gesto compiuto ma continua la sua missione di Godslayer[13]

"Baby Spawn" in copertina della raccolta "Spawn Kills Everyone", edizione Panini Comics.

- Spawn X (Adventures of Spawn n. 1, gennaio 2007), creato da Jonathan David Goff e Khary Randoplh[16]. La miniserie Adventures of Spawn è la versione cartacea di una web series edita precedentemente in digitale[16]. Il protagonista è una versione alternativa di Al Simmons come Hellspawn che viene denominata Spawn X[16]. Questi si unisce a Redeemer e ad una versione Robotica di Omega Spawn per fronteggiare Mammon, Overtkill, Cy-Gor e Tiffany[16]. La storia è fuori continuity, i disegni sono realizzati in uno stile da cartoon, i colori sono più vivaci e con toni meno scuri rispetto alle serie canoniche dello Spawn Universe[16].
- Baby Spawn (Spawn kills everyone n. 1, agosto 2016), creato da Todd McFarlane e J.J.Kirby[17]. Baby Spawn è una versione deformata e parodistica di Spawn[17]. Questo permette a Todd di creare una storia surreale e umoristica in cui questo bizzarro personaggio uccide versioni caricaturali di diversi supereroi[17]. Debutta in un albo singolo nel 2016[17] che ha come sequel la miniserie Spawn kills everyone too pubblicata tra il 2018 e il 2019[18]. In questa miniserie Baby Spawn arriva a generare dei mini-baby spawn, versioni ancora più piccole, deformate e bizzarre dello stesso personaggio[19].

## Avversari
- Malebolgia (prima apparizione "Spawn" n. 1): Potente e malvagio signore delle Terre delle anime dannate, è riuscito ad estendersi il suo dominio oltre l'ottavo girone dell'Inferno dopo aver ucciso suo padre Leviathan[20]. Il suo obbiettivo è creare un'armata invincibile che possa attaccare i cancelli della Terra di Dio[20]. I generali di questa armata sono gli Hellspawn, esseri umani che gli hanno ceduto l'anima e sono in grado di controllare il potere necroplasmatico di origine infernale[20]. Spesso queste anime dannate sono cadute nei suoi tranelli e si sono ritrovati in una guerra che non vogliono combattere[20]. Tra questi vi è Al Simmons che considera Malebolgia uno dei suoi principali nemici[21];
- Violator / Clown (prima apparizione Spawn n. 2): è un luogotenente al servizio di Malebolgia, manifestazione umana-demoniaca, e arcinemico di Spawn[22]. Il suo compito è quello di tormentare Spawn e addestrarlo alle battaglie future[22]. Violator è però invidioso di Simmons in quanto è un Hellspawn prescelto a guidare le schiere infernali ai cancelli del Paradiso. Col tempo matura il suo desiderio di volerlo eliminare[22];
- Jason Wynn / Disgregatore / Anti-Spawn (prima apparizione in "Spawn" n. 12): principale nemico umano di Spawn, è al centro di tutti i complotti criminali che hanno condizionato il destino di Al Simmons[22]. Dispone di grandi risorse in quanto è capo della branca newyorkese della CIA[22]. Conosce l'esistenza di Spawn ed è ossessionato dallo scoprire le origini e gli obbiettivi di questo essere[22];
- Jessica Priest / She-Spawn: sadica e spietata assassina, braccio destro di Jason Wynn;
- Mammon: ex servitore di Malebolgia che da sempre persegue l'obiettivo di trovare l'Hellspawn Supremo per distruggere il mondo e ricrearlo sotto il suo dominio;
- Aldrif Odinsdottir / Angela: bellissima cacciatrice di demoni, angelo del Paradiso, decisa ad aggiungere un nuovo scalpo alla sua sala dei trofei, s'innamora perdutamente di Spawn e lo aiuta nella dura battaglia finale contro il malvagio Malebolgia, ma viene uccisa da quest'ultimo;
- Bruce Stinson / Chapel (prima apparizione "Youngblood" n. 1): Agente Governativo, è colui che ha materialmente ucciso Al Simmons[22]. Tornato come Spawn, Al si vendica dandogli la caccia e strappandogli la pelle dal volto sul quale era solito dipingersi un teschio bianco[22]. Non lo uccide ma tempo dopo Chapel scopre di avere l'AIDS e si suicida per divenire anch'esso un Hellspawn[22]. Per un breve periodo riesce anche a divenire capo degli inferi (nell'arco narrativo Extreme Justice)[22]. Dopo la sua caduta dal potere, risorge e torna a fare il mercenario[22].
- Redentore: soldato celeste, successore dell'Anti-Spawn, è un ragazzo deciso a vendicarsi di Spawn per avergli distrutto la famiglia. Nella battaglia di Spawn per conquistare l'Inferno venne lasciato da Simmons. In seguito Nyx che aveva preso il costume da Spawn lo portò con lui nel mondo terreno, dovette difendere quest'ultima da Spawn infuriato per il tradimento dell'amica che l'aveva ucciso essendosi ripresa il suo costume;
- Nyx / She-Spawn: strega che aiutò Al a ricordare il suo passato, quando seppe che Mammon aveva in balia una sua amica all'Inferno decise di prendere il potere di Spawn e scendere nell'Inferno per salvare l'amica. Non poteva farla tornare nel mondo materiale poiché il suo corpo non c'era più, assieme al Redentore ritornò sulla Terra dove affrontò un Simmons infuriato per il suo tradimento;
- Anti-Spawn (prima apparizione Spawn n. 16): creato dal Paradiso per sconfiggere Spawn[22]. Inizialmente viene plasmato utilizzando il corpo e l'anima di Jason Wynn, al quale viene però tolta la memoria e a cui vengono dati poteri per rivaleggiare la sua nemesi[22]. Spawn però lo sconfigge e viene così deciso di spogliare Wynn di questo ruolo e riportarlo alla sua vita terrena in quanto in forma umana può essere ancora una pedina utile alle macchinazioni del Paradiso[22].
- Cy-Gor: infelice creatura, gorilla manipolato in laboratorio al fine di creare la perfetta macchina per uccidere;
- Overt-Kill: sicario della malavita, ciberneticamente potenziato;
- Maledetto: fanatico religioso che vuole sezionare Spawn per studiarne i segreti;
- Freak, psicopatico manipolatore;
- John John Sansker: vampiro secolare deciso a distruggere il fu Al Simmons;
- Antony Twistelli: boss mafioso;
- Billy Kincaid: sadico e pervertito serial killer di bambini.

## Altri media

### Animazione
Spawn (Todd McFarlane's Spawn): serie d'animazione prodotta dal canale via cavo HBO. McFarlane non vuole realizzare un prodotto per bambini, ovvero un "kids' cartoon show" ma desidera creare un'opera indirizzata ad un pubblico adulto e che, quindi, non vada in onda sui network generalisti il sabato mattina, ma che sia trasmesso di sera. La serie debutta infatti a mezza notte del 15 maggio 1997 e si distingue da subito per il suo taglio violento, i toni dark e i contenuti espliciti. Si tratta di una rivoluzione per le serie animate di genere supereroistico e McFarlane trova un valido collaboratore in Eric Radomski, che aveva diretto La resa dei conti, un celebre episodio in due parti della prima serie animata del DC Animated Universe, Batman. Radomski riesce a rimanere fedele al fumetto riuscendo a infondere allo show una forte venatura horror affiancata a un approfondimento psicologico del protagonista Al Simmons/Spawn. Questo aspetto viene ancor più evidenziato di quanto stesse facendo McFarlane sulle serie a fumetti. Il programma è acclamato dai fan e dai critici, dura tre stagioni per un totale di diciotto episodi. La serie debutta in Italia il 22 gennaio 1998 sulla piattaforma televisiva commerciale a pagamento TELE+, sul canale Tele+ Nero. Gli episodi vengono trasmessi settimanalmente ogni lunedì alle 22:35.

### Cinema

Spawn interpretato da Michael Jai White nell'omonimo film.

- Nell'estate del 1997 esce Spawn, film live action basato sul personaggio creato da McFarlane solo 5 anni prima[25]. Si tratta del primo lungometraggio cinematografico basato su un personaggio Image. Debutta nei cinema 3 mesi dopo la première televisiva delle serie animata trasmessa dalla HBO a partire dal 15 maggio[23]. Sorprendentemente il film è meno maturo e in linea con i temi della serie a fumetti che non la serie televisiva a cartoni animati[23]. Il protagonista è interpretato da Michael Jai White, Frank Welker è Malebolgia, Martin Sheen è Jason Wytt e John Leguizamo è il Violator[23]. Il costo di produzione è di 40 milioni di dollari e l'incasso è di 55 milioni di dollari, non sufficiente a decretarne il successo o ad aspirare ad un sequel[23]. L'estate del 1997 è comunque una stagione deludente per i cinecomic[23]. Il 20 giugno esce Batman & Robin, con il cavaliere oscuro interpretato da George Clooney. Il film delude spettatori e critica e il franchise viene messo in discussione dai vertici della Warner Bros. che cancellano il previsto sequel Batman Triumphant[23]. Un fallimento maggiore per la compagnia è Steel, film basato su un personaggio legato alle serie di Superman[23]. Nonostante il protagonista sia il celebre giocatore di basket Shaquille O'Neal, l'incasso si ferma a $1.7 (un milione e settecentomila dollari) contro un budget di $16 (sedici milioni di dollari)[23]. Questi risultati contribuiscono ad affondare definitivamente le speranze di altri adattamenti di opere Image, in gestazione da oramai diversi anni[23].
- Il film reboot su Spawn (in lavorazione): McFarlane non è mai stato pienamente soddisfatto del film realizzato nel 1997[26]. Questo perché non è riuscito ad avere il controllo creativo sul processo di realizzazione e, in parte, per mancanza di esperienza nel gestire i meccanismi dello showbusiness[26]. Negli anni duemila si torna insistentemente a parlare di un nuovo lungometraggio che però non terrà conto dell'opera precedente e sia più fedele alle tematiche horror del fumetto[26]. Questa volta McFarlane si prende l'incarico di realizzare sia lo script che quello di dirigere il film[26]. L'occasione per dare il via al progetto arriva con l'accordo con la casa di produzione Blumhouse Productions nel 2018[26]. McFarlane ha anche il ruolo di co-producer. L'attore che deve interpretare Spawn è deciso già da alcuni anni ed è Jamie Foxx, attore vincitore di un Premio Oscar e protagonista di oltre 35 film tra i quali Ray, Django Unchained e Baby Driver - Il genio della fuga[26]. Il ruolo di protagonista nel nuovo film non è dovuto però al suo curriculum vitae o ai suoi meriti attoriali quanto piuttosto al rapporto di fiducia e stima con Todd e alla sua profonda passione per Spawn e la sua mitologia[26]. Circa 5 anni prima, nel 2013, Foxx decise di andare in Arizona per conoscere McFarlane e parlargli della sua ammirazione per il lavoro da fumettista e di quanto ci tenesse alla realizzazione di un nuovo film sul suo iconico personaggio[26]. Ovviamente diede la sua piena disponibilità a far parte del progetto[26]. La passione di Foxx rimase talmente impressa a McFarlane che da allora non riesce ad immaginare nessun altro attore nei panni di Al Simmons/Spawn nel caso si arrivi all'agognata produzione di un secondo lungometraggio sul personaggio[26].

### Videogiochi
Sul personaggio di Spawn sono incentrati i videogiochi
- Todd McFarlane's Spawn: The Video Game (1995) Acclaim Entertainment per Super Nintendo
- Spawn: The Eternal (1998) Sony Interactive Entertainment per PlayStation
- Spawn (1999) Konami per Game Boy Color
- Spawn: In the Demon's Hand (2000) Capcom per Coin Op e Dreamcast
- Spawn: Armageddon (2003) Namco per Xbox, PlayStation 2 e GameCube

Spawn appare anche nei videogiochi:
- Soulcalibur II (2002) Namco, in esclusiva per PlayStation 2, Xbox, Xbox 360, Xbox One
- Soulcalibur II HD Online (2013) Namco per PlayStation 3, Xbox 360, Xbox One
- Mortal Kombat 11 (2018) NetherRealm Studios per PlayStation 4, Xbox One, Nintendo Switch e Steam
- Call of Duty: Modern Warfare II, Call of Duty: Modern Warfare 3 e Call of Duty: Warzone 2.0

## Merchandising
Lo stesso McFarlane ha messo in commercio delle action figures dedicate al personaggio e al suo mondo, che hanno venduto molto in tutto il mondo, oltre a una serie di articoli di merchandise come magliette, cappellini e simili con il marchio McFarlane Toys.

## Influenza culturale
- Spawn è il protagonista dell'album musicale The Dark Saga della band power metal Iced Earth.